# Ulica Gołębia w Poznaniu
Ulica Gołębia – ulica znajdująca się w południowej części Starego Miasta, na osiedlu Stare Miasto w Poznaniu.

## Przebieg
Swój bieg zaczyna przy Placu Kolegiackim, a kończy na skrzyżowaniu z ulicą Szkolną, przy szpitalu. Na całej długości jest wybrukowana. Na jej początku, po południowej pierzei wznosi się budynek kolegium jezuickiego i budynek fary poznańskiej. Pod numerem 2 mieści się siedziba Wielkopolskiego Wojewódzkiego Konserwatora Zabytków.

## Nazwa
Nazwa ulicy, którą Zbigniew Zakrzewski określał jako nader przyjemną architektonicznie (była popularna wśród malarzy), prawdopodobnie wzięła się od stad gołębi, które chętnie obsiadały zarówno kościół farny, jak i jego okolice, w tym kolegium jezuickie. Przypuszczenie to wysunął historyk Artur Kronthal.

## Historia i obiekty

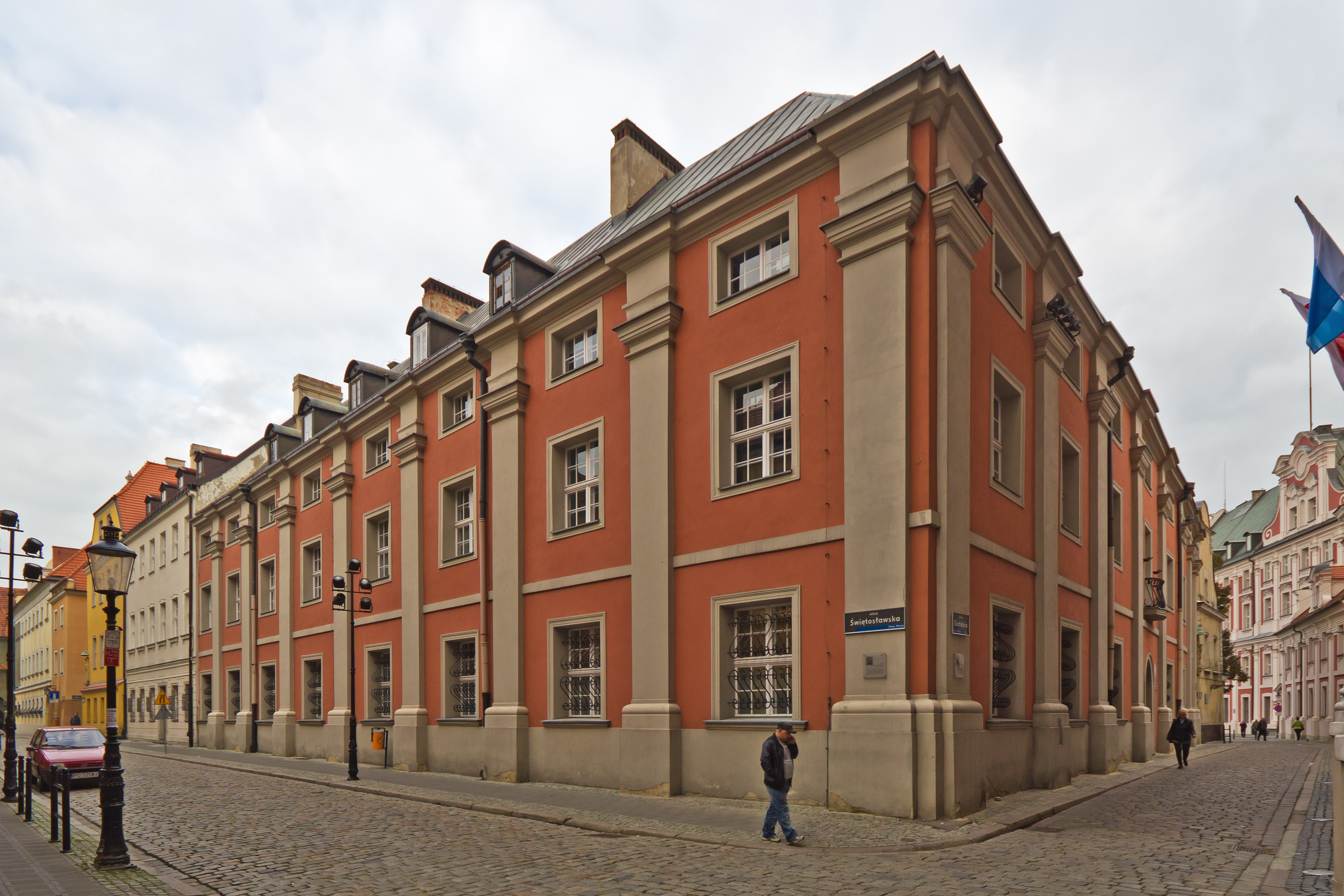
Szkoła Baletowa (ul. Gołębia po prawej)

W późnym średniowieczu istniał przy ulicy niewielki, gotycki kościół i szpital pod wezwaniem św. Stanisława, do którego z czasem dostawiono hospicjum dla ubogich księży. W latach 1571–1572 teren został przekazany jezuitom na budowę kolegium.
Z urbanistycznego punktu widzenia trakt definiowany jest przez barokowe budynki fary i kolegium jezuickiego (architekci: Bartłomiej Wąsowski, autor fasady farnej i Jan Catenazzi), wzniesione w drugiej połowie XVI wieku dzięki inicjatywie biskupa Adama Konarskiego. Zabudowania te były na tyle obszerne, że konieczne było przesunięcie fragmentu murów miejskich i ulokowanie części gmachów po ich zewnętrznej stronie. Budynki te stanowiły istotne centrum życia umysłowego i kulturalnego, w szczególności muzycznego i teatralnego, I Rzeczypospolitej. Rektorem uczelni był m.in. ksiądz Jakub Wujek. W XVIII wieku zabudowania jezuickie rozbudowano. W dobie Księstwa Warszawskiego funkcjonowała w nim Szkoła Departamentowa (Lycee), której kontynuacją było Gimnazjum św. Marii Magdaleny, w 1858 wyprowadzone do nowego budynku na Garbarach. Dominantą ulicy jest wysoka wieża farna, którą wzniesiono w 1737. Po przeciwnej stronie ulicy znajdują się, zbudowane przez Bartłomieja Wąsowskiego, obiekty Szkoły Baletowej, które dawniej również przynależały do zespołu jezuickiego. Rozbudowywano je w wiekach XVII i XVIII, tak że ostatecznie zajęły cały kwartał. Schody i dziedziniec wzorowany był na rzymskim kościele San Carlo alle Quattro Fontane. W budynku działał pierwszy w mieście zawodowy teatr, którego enterprenerem był Wojciech Bogusławski. W budynkach kolegialnych działało też pierwsze w Poznaniu laboratorium fizyczne. W 1810, na narożniku ulicy Wrocławskiej, działała najstarsza w mieście pensja i szkoła dla dziewcząt prowadzona przez Szczepana Trimaila. W okresie zaboru pruskiego, a także okupacji niemieckiej ulica nosiła nazwę Taubenstrasse.
Kamienica przy ul. Gołębiej 2, stanowiąca siedzibę Wojewódzkiego Konserwatora Zabytków, ozdobiona jest gotyckim portalem z XVI wieku (odkryto go w latach 60. XX wieku). Na narożniku ul. Wrocławskiej stoi XV-wieczna kamienica nazywana Palazzo Rosso. W jej miejscu istniała kiedyś osada wczesnośredniowieczna. Inne cenne budynki przy ulicy, to zlokalizowane pod numerem: 3 (z lat 1869–1871), 4–4a (z lat 70. XIX wieku), 6 (z 1866 autorstwa zapewne Gustava Schultza) i 7 (z lat 70. XIX wieku).
Przed II wojną światową ulicę zamieszkiwali głównie drobni rzemieślnicy i emeryci. W 1923 z gmachu Szkoły Budowlanej na Rybakach, do kolegium jezuickiego wprowadziła się Szkoła Sztuki Zdobniczej, gdzie wykładali m.in. Szczęsny Detloff, Wiktor Gosieniecki, Józef Kostrzewski, Kazimierz Ulatowski i Marcin Rożek. Prace uczniów wyróżniono w 1925 na międzynarodowej wystawie sztuki w Paryżu.

## Galeria

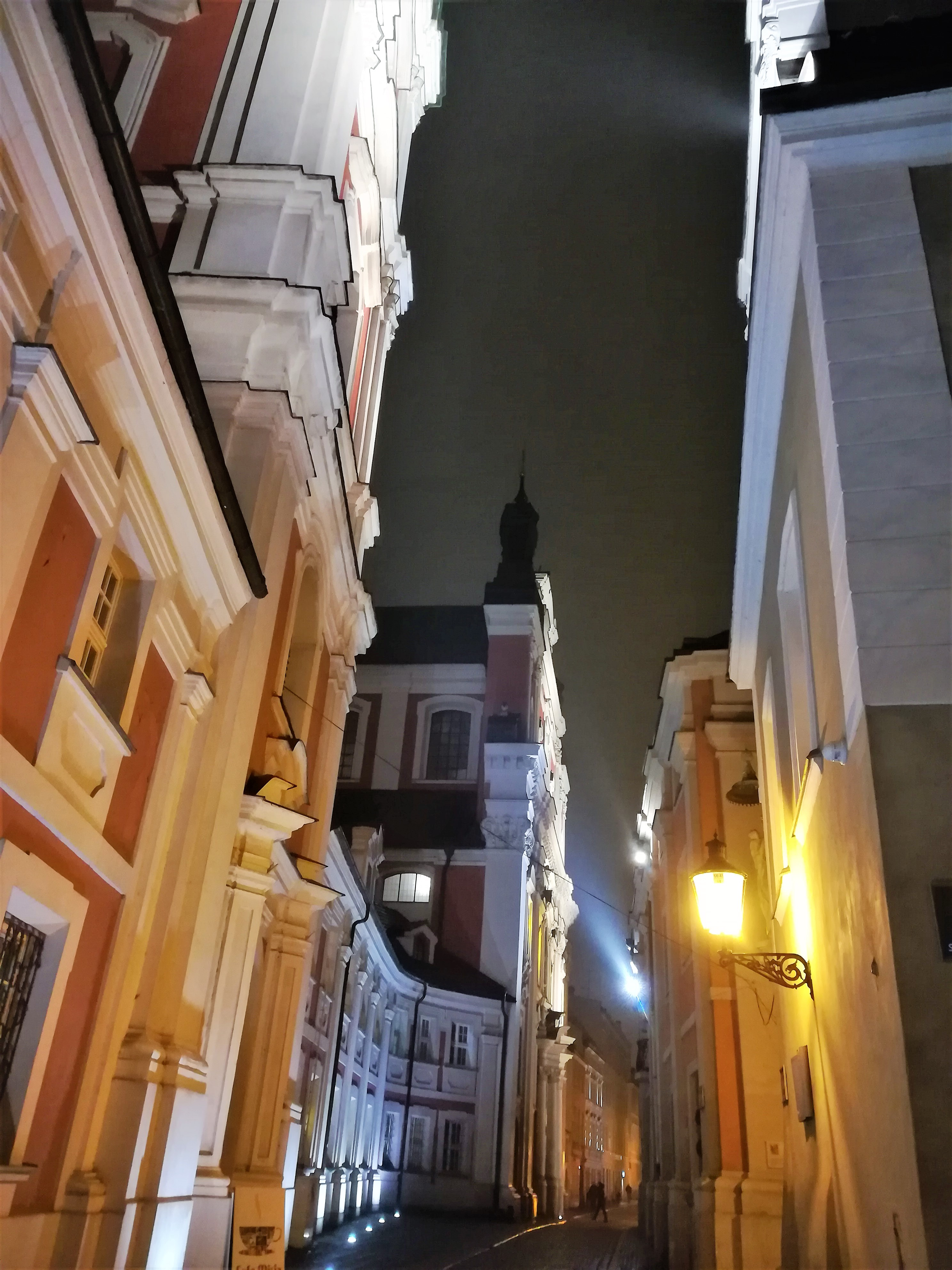
Zabudowania pojezuickie jako determinanta urbanistyczna ulicy
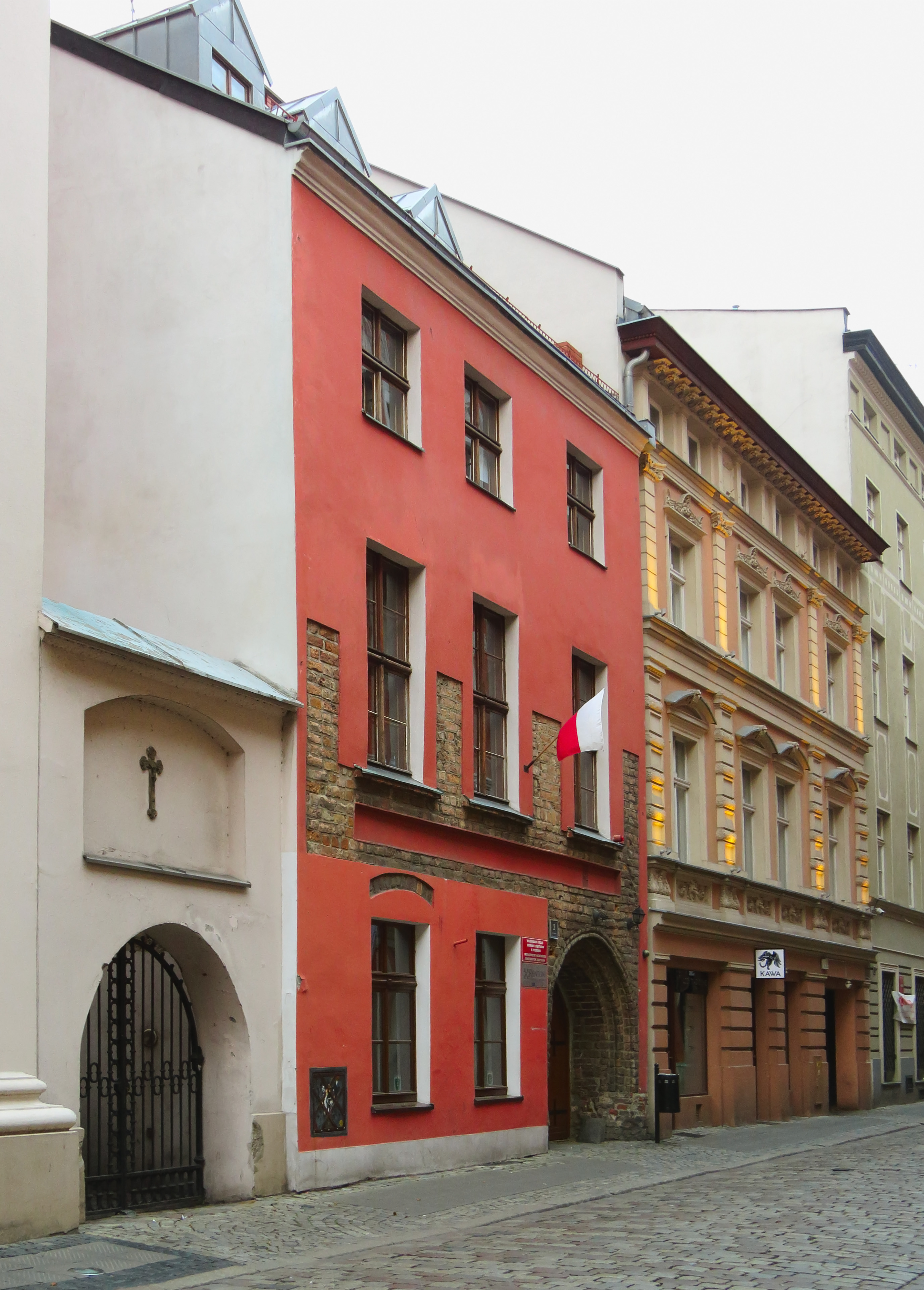
Siedziba Wojewódzkiego Konserwatora Zabytków (nr 2)
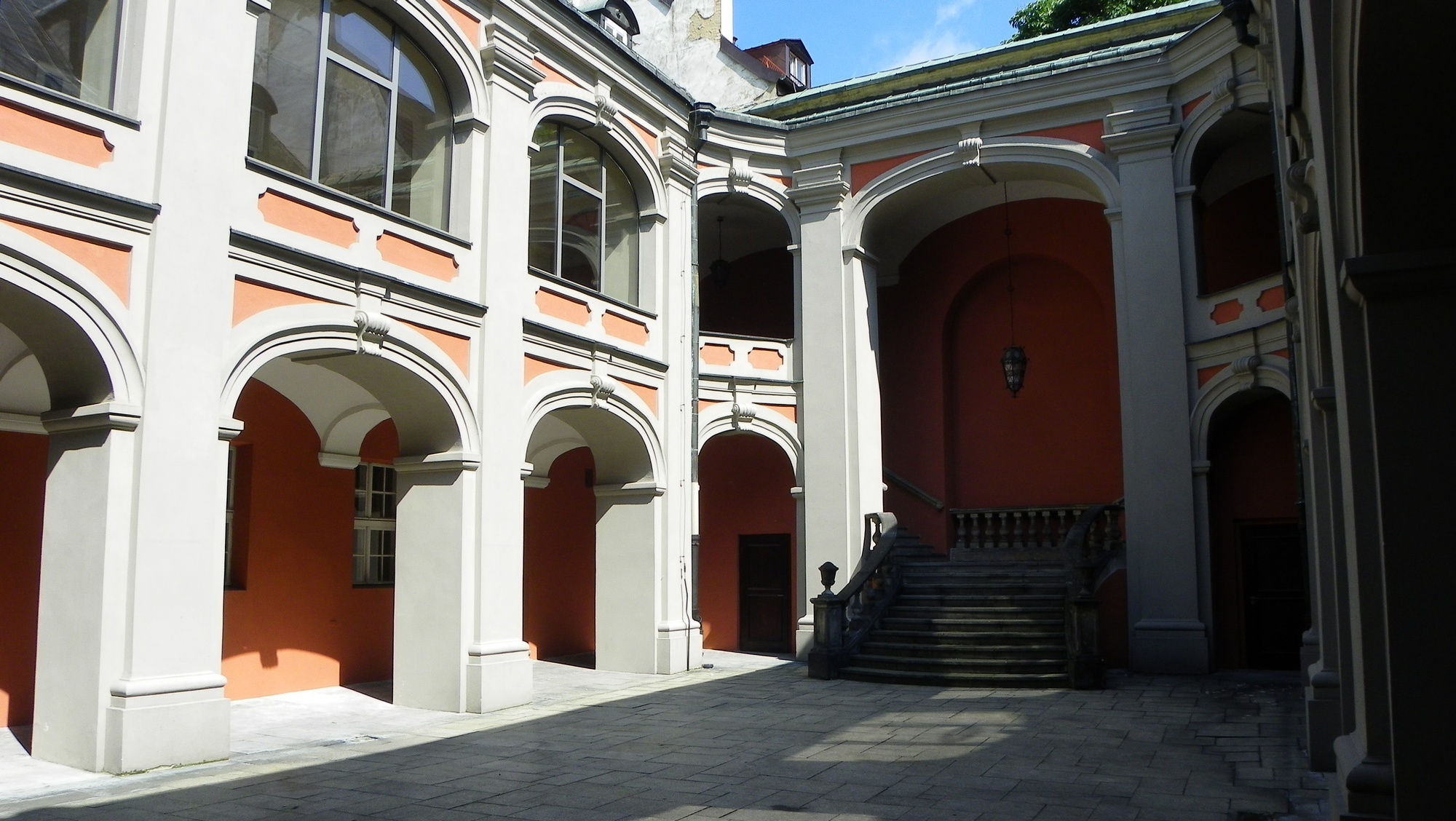
Dziedziniec Szkoły Baletowej